# Terre pure

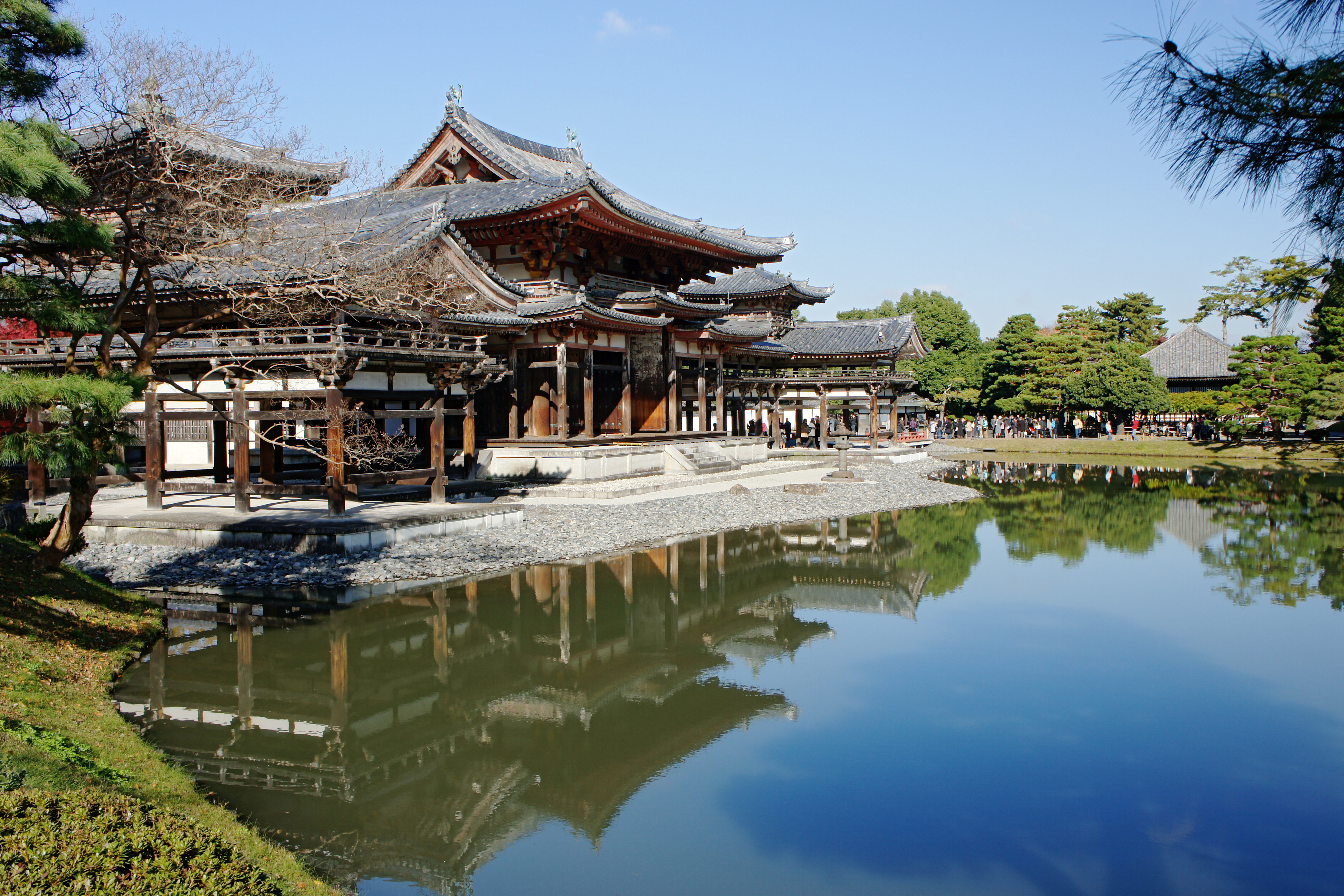
Byōdō-in (1053), Uji, Japon.

Cette page contient des caractères spéciaux ou non latins. S’ils s’affichent mal (▯, ?, etc.), consultez la page d’aide Unicode.
La Terre pure (ch. trad. : 淨土 ; ch. simp. : 净土 ; py : jìngtǔ ; jap. : jōdo ; viet. : Tịnh Độ), désigne l'univers occidental de la Béatitude (sk. Sukhāvatī « Bienheureuse » ,  ch. trad. : 西方極樂世界 ; py : Xīfāng jílè shìjiè ; jap. : 極樂 (Gokuraku) ; viet. : Cực lạc) du bouddha Amitābha (chinois traditionnel : 阿彌陀佛 ; pinyin : Ēmítuófó ou 無量光佛, Wúliàngguāng fó, « Lumière-Infinie »), aussi nommé Amitāyus (無量壽佛, Wúliàngshòu fó, « Vie-Infinie »). C'est aussi une appellation simplifiée de l'école de la Terre pure (jìngtǔzōng 淨土宗), improprement dit Amidisme, une section très importante du bouddhisme mahāyāna. 
Les soutras importants pour cette école sont le Soutra d'Amida, le Soutra de Vie-Infinie et le Soutra des contemplations de Vie-Infinie.
Le bouddhisme de la Terre pure est essentiellement basé sur la foi, la dévotion et la pratique de la récitation du nom du bouddha Amitābha (nianfo), avec pour objectif d’accéder après cette vie à la terre du bouddha (bouddhakshetra) d’Amitabha, où la lumière, la longévité et le bonheur sont tous infinis.  
En dehors même des écoles Terre pure, les Soutras de Vie-Infinie, le Soutra des méditations, Amitābha et son paradis ont influencé l’ensemble du bouddhisme extrême-oriental.

## Origine
La première mention d’Amitābha dans le canon se trouve dans le Pratyutpanna-samādhi-sūtra écrit probablement au Ier siècle av. J.-C. au Gandhara. Traduit par le moine kouchanais Lokaksema en 179 à Luoyang, alors capitale de l'empire Han, il serait à l’origine de la diffusion de la Terre pure en Chine, région où cette doctrine a pris son essor.
La première mention archéologique d'Amitābha est une dédicace sur un piédestal de statue découvert près de Mathura dans l'état d’Uttar Pradesh. Elle est datée du IIe siècle, 28e année du règne de Huvishka, souverain de l'Empire kouchan, ce qui en fait le plus ancien document daté de tout le Mahāyāna. On a proposé[réf. nécessaire] une influence persane pour expliquer l’apparition d’Amitābha parmi les bouddhas et l’importance donnée à son champ de bouddha, mais sans aucune conclusion probante.

## La Terre pure en Chine
Inspiré par le Pratyutpanna-samādhi-sūtra, le moine Huiyuan (334-416) fonde en 402 avec ses compagnons au monastère de Donglin (東林寺) sur le mont Lu un groupe de dévotion à Amitābha considéré comme le départ de l'école Terre pure chinoise, qui voit en Huiyuan son patriarche fondateur. Cependant, la visualisation (guānxiǎng 觀想) du bouddha est pour lui surtout une aide à la méditation dhyāna ou chan (禪), et le vrai départ de l'amidisme interviendra un peu plus tard. Huiyuan restera toujours néanmoins une figure tutélaire ; son souvenir inspirera par ailleurs sous les Song du Sud le fondateur d'une tout autre école, la Secte du lotus blanc, promise à un destin agité. 
Le Pratyutpanna-samādhi-sūtra, Soutra de la méditation qui permet de contempler tous les bouddhas (《般舟三昧經》) a également inspiré Zhìyǐ (智顗 538-597), fondateur de l’école Tiantai.
Le second patriarche, avec qui le mouvement commença à prendre un réel développement, est Tánluán (476-542) du monastère Xuanzhong (玄中寺) au Shanxi. Viennent ensuite les moines Dàochuò (562-645) et Shàndǎo (613-681) de la dynastie Tang, qui mettent en forme la doctrine de l’école. Elle s'appuiera jusqu'au Japon sur quatre textes, trois soutras groupés en un Sūtra Triparti de la Terre pure (淨土三經) et un traité :
- Grand Sukhāvatī vyūha sūtra, ou grand Soutra de Vie-Infinie (《佛說無量壽經》) ;
- Petit Sukhāvatī vyūha Sūtra, ou petit Soutra de Vie-Infinie, encore appelé Soutra d'Amita (《佛說阿彌陀經》) ;
- Soutra des contemplations (《佛說觀無量壽經》) ;
- Le traité de Vasubandhu sur le Sukhāvatī vyūha Sūtra.

Durant l'ère Xianfeng de la dynastie Qing, le bouddhiste upasaka Weiyuan (魏源) y ajoute le Vœu de Samantabhadra du Avatamsaka Sutra. Au début de la République de Chine, Yinguang (印光) joint à l'ensemble la Récitation de Mahāsthāmaprāpta du Shurangama Sutra. Pour les écoles chinoises qui acceptent cette tradition, les textes de la Terre pure consistent donc en cinq soutras et un traité. Depuis le tout début avec Huiyuan, dévotion à Amitābha et méditation sont associées. En Chine, les courants Terre pure et Chan n’ont jamais hésité à emprunter l’un à l’autre. Ainsi, Hongren (601-674), le cinquième patriarche de l'école Chan, considérait la récitation du nom du bouddha comme un bon exercice de préparation pour les débutants. Címǐn Huìrì (慈愍慧日 680-748), qui vécut douze ans en Inde, pratiquait la théorie de la Terre pure en intégrant beaucoup de Chan et de tradition monastique. Des bouddhistes de tous les courants se sont intéressés à la Terre pure en la considérant comme le moyen le plus sûr de la pratique et de la réussite. L'école s'est d'ailleurs plus développée par le biais de « transfuges » syncrétistes que de lignées strictement structurées.
Tous deux centrés sur la pratique plus que sur la spéculation philosophique, pouvant se passer de grandes structures monastiques, Terre pure et Chan ont tenu bon lors des persécutions de Tang Wuzong en 845, ainsi que sous le règne des empereurs mongols où le bouddhisme tantrique avait l'exclusivité de la faveur officielle. À partir de cette dynastie, le paysage bouddhiste chinois sera composé presque exclusivement des trois courants : Terre pure, Chan et tantrique, les deux premiers étant les plus répandus. 
D'une manière générale, un certain degré de syncrétisme est toujours maintenu dans le monde chinois. L’union des deux pratiques (jìngchányízhì 淨禪一致) y est quelquefois promue comme une version de la dualité compassion (Terre pure) et contemplation (Chan).

## La Terre pure au Japon

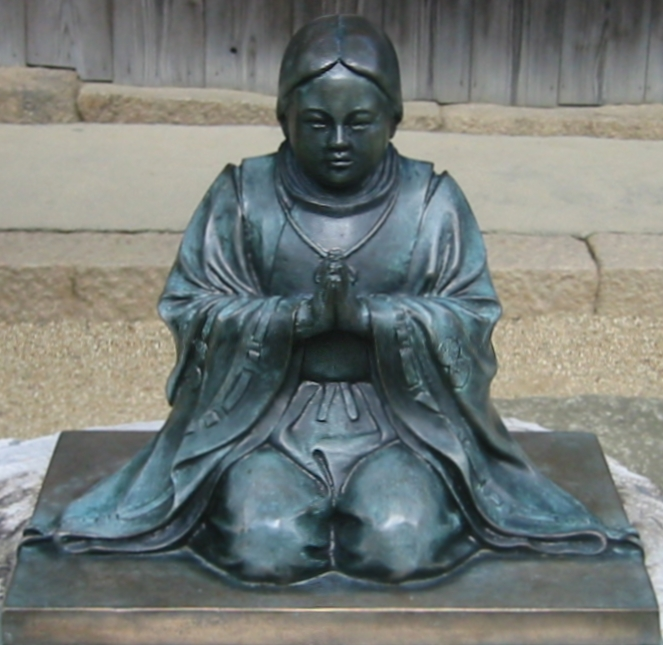
Honen, fondateur de Jodo-shu.

La doctrine de la Terre pure (淨土教, Jōdo-kyō) pénétra au Japon dès l’époque de Nara (VIIIe siècle) avec l’école Tendai. Jusqu’à la fin du XIIe siècle, elle se répandit au début surtout dans l’aristocratie. L’un de ses plus célèbres promoteurs fut Genshin (942-1017), tenant d’une vision millénariste qui voyait en Amida (Amitābha) le seul secours dans un monde promis à la destruction.
Peu à peu, de nombreux courants intégrèrent des éléments Jōdo, dont les yamabushis, Kegon et particulièrement Shingon sous l’impulsion de Kakuban (覚鑁, 1094-1143) qui tenta une synthèse d’Amitābha et de Vairocana. La forme furieuse de ce dernier, Fudo Myoo, fut dotée du pouvoir de favoriser l’entrée de la Terre pure Gokuraku et incluse dans les peintures raigō, représentations d’Amida avec ses bodhisattva.
La première école Terre pure individualisée, Jōdo-shū, fut fondée par Honen Shonin (1133-1212), ancien moine du mont Hiei (比叡山) déçu par les enseignements du Tendai. Inspiré par Shandao, il centra la pratique sur l’invocation de la formule Namu Amida Butsu (南無阿弥陀仏), dite nenbutsu, suffisante pour accéder à la Terre pure « Bonheur Suprême » (極楽, Gokuraku).
Shinran (1173-1263), disciple de Honen Shonin, insista pour sa part sur l’importance de la foi dans les vœux d'Amida, seule apte à se libérer, la récitation n’étant plus qu’une expression de gratitude. Ses disciples fondèrent après sa mort l'école Jōdo shinshū.  
Autour de l’époque de Kamakura apparurent deux nouvelles écoles, Yuzu-nembutsu-shu se réclamant du moine Tendai Ryonin (良忍, 1072-1152) et Ji-shu se réclamant d’Ippen (1239-1289).
L’école Ōbaku fondée par Ingen Ryūki (1592-1673), moine Chan ayant fui la Chine à l’arrivée des Mandchous, a conservé jusqu’à aujourd'hui la tradition chinoise d’union des pratiques Zen et Jōdo.

## Doctrine et pratiques

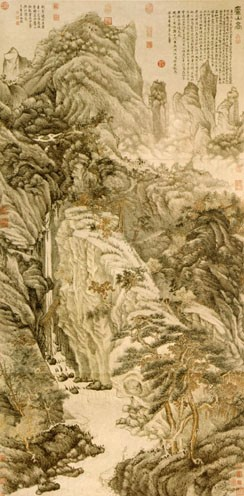
Peinture du XVe siècle, évocation du mont Lu (Lu Shan en Chine) où la Terre pure prit son essor.

C'est le bouddha Shākyamuni qui a présenté à notre monde l'Univers Occidental de la Béatitude du bouddha Amitābha, un monde pur, vertueux, bienheureux, dépourvu du mal, de la souffrance et des impuretés spirituelles et matérielles, qu'on appelle la Terre pure et qui devient le nom d'une école très répandue en Extrême-Orient. Selon le Soutra de Vie-Infinie, à l'époque du bouddha Lokeśvararāja, un roi riche et intelligent entra dans les ordres et devint le bhiksu Dharmakara ; il pratiqua le bouddhisme pendant très longtemps et finit par devenir le bouddha Amitābha (Lumière-Infinie) ou Amitāyus (Vie-Infinie).
Alors qu’il étudiait encore le dharma, Amitābha avait fait 48 vœux décrivant son futur monde, dont quatre (n° 18, 19, 20 et 22) contiennent l’essentiel de la promesse faite aux fidèles : si ceux-ci font au moins dix fois dans leur vie le vœu de naître dans sa terre pure située à l'ouest et s’efforcent de commémorer ce bouddha, particulièrement à l’instant de leur mort, il leur apparaîtra et ils accéderont dans sa Terre pure ; ils pourront y poursuivre l’étude du dharma sous sa direction, pour devenir finalement bouddhas.
Il existe des variantes doctrinales entre les différentes branches de la Terre pure, mais plusieurs recommandent ces cinq pratiques :
- Vénération et récitation du nom du Bouddha (nianfo) : considérées comme seules indispensables par plusieurs écoles japonaises, elles constituent dans les écoles chinoises, seulement une partie de la pratique, exercice personnel autant que récitations.
- Visualisation : il existe seize formes de visualisations décrites dans le Soutra des Contemplations.
- Lecture et récitation des soutras : elles constituent un rite qui permet de garder le bouddha présent à l’esprit. De plus, les noms des divinités contenus à l’intérieur exercent leur effet intangible lorsqu’ils sont prononcés.
- Vœux pour la naissance dans la terre d’Amitābha : ils doivent être exprimés avec foi.
- Acquisition de mérites par la pratique de la compassion et la poursuite de la sagesse qui se traduisent par des actions altruistes et humanitaires.

Foi (ch. xìn 信) en l'efficacité des vœux d'Amitābha, vœu (ch. yuàn 願) d’entrer dans sa Terre pure et pratique (ch. xíng 行) de l'invocation du nom du bouddha Amitābha sont les trois conditions indispensables de l'entrée à la Terre pure.

### Traductions
- Ryôko Asuka, Vers la Terre pure : Œuvres classiques du bouddhisme japonais, traduites, présentées et annotées avec la collaboration de Janique Lequier et de Laurence Caillet, Paris, Éditions L'Harmattan, 1993.  (ISBN 2-7384-2313-2)
- Shinran, Sur le vrai bouddhisme de la Terre pure, (textes choisis, introduits, traduits et annotés par Jean Eracle), Paris, Seuil Coll. « Points Sagesses », 1994, 135 p. (ISBN 2-02-022753-3)
- Hônen, Le Gué vers la Terre pure, Senchaku-shû, (traduit du sino-japonais, présenté et annoté par Jérôme Ducor), Paris, Librairie Arthème Fayard, coll. « Trésors du bouddhisme », 2005, 216 p.  (ISBN 2-213-61738-4).
- Seikaku, Shinran, Genshin, Hōnen, Le Tannishō. Le bouddhisme de la Terre pure selon Shinran et ses prédécesseurs, (cinq textes traduits du japonais par Jérôme Ducor), Paris, Le Cerf, coll. « Patrimoines - Orientalisme », 151 p.  (ISBN 978-2-204-09378-1) [Présentation en ligne (consultée le 28 avril 2025)]Le glossaire de l'ouvrage (p. 111-145) apporte, à travers quelque 150 notices, une clarification très utile du vocabulaire technique, parfois complexe et/ou déroutant, de la Terre pure.

- Jean Eracle, Trois Soutras et un Traité sur la Terre pure, Genève, Éditions Aquarius,1984. Réimp. Paris, Seuil, Coll. « Points Sagesses », 2008, 224 p.  (ISBN 978-2-7578-0765-1).
- Jérôme Ducor, Le Sûtra d'Amida prêché par le Buddha, (traduction du chinois en parallèle avec le sanskrit et le tibétain), Berne, Peter Lang, coll. « Société Suisse-Asie, Monographies », vol. 29, 1998, 216 p.  (ISBN 3-906759-50-4).
- Jérôme Ducor, Terre pure, Zen et autorité : La Dispute de l'ère Jôô et la Réfutation du  Mémorandum sur des contradictions de la foi par Ryônyo du Honganji, avec une traduction annotée du Ha Anjin-sôi-no-oboegaki, Paris, Collège de France, Bibliothèque de l'Institut des hautes études japonaises ; Paris, De Boccard, 2007, 160 p. (ISBN 978-2-913-21718-8).
- Jérôme Ducor et Helen Loveday, Le Sûtra des contemplations du Buddha Vie-Infinie, Essai d'interprétation textuelle et iconographique, Turnhout, Brepols Publishers, coll. « Bibliothèque de l’École des Hautes Études, Sciences Religieuses », n°145, 2011 ; 468 p., 61 ill. n/b + 6 ill. couleur  (ISBN 978-2-503-54116-7). [Présentation en ligne (consultée le 28 avril 2025)]
- Hartmut O. Rotermund (Dir.), Religions, croyances et traditions populaires du Japon, Paris, Maisonneuve & Larose, 2000, 540 p. (ISBN 978-8-706-81432-9), chap. VII (« La fascination de la Terre pure »), Anthologie, p. 236-285 / Notes et commentaires, p. 486-507Trad. et notes du chapitre par Dennis Gira, Jean-Pierre Berton, Bernard Frank, Frédéric Girard, Jean-Noël Robert

### Études
- Jérôme Ducor, « Les sources de la Sukhāvatî », Journal of the International Association of Buddhist Studies, 27-2 (2004), p. 357-411 [lire en ligne (page consultée le 22 avril 2021)]
- Jérôme Ducor, Shinran, Un réformateur bouddhiste dans le Japon médiéval, Gollion (CH), Infolio Éditions, coll. « Le maître et le disciple », 2008, 208 p.  (ISBN 978-2-88474-926-8).
- Jean Eracle, La Doctrine bouddhique de la Terre pure, introduction à trois Sûtra bouddhiques, Paris, Dervy-Livres, coll. « Mystiques et Religions » 1973, 116 p.
- (en) Dennis Hirota, « Japanese Pure Land Philosophy », sur plato.stanford.edu, Stanford Encyclopedia of Philosophy, 2022 (consulté le 30 avril 2025)